# Ole Rømerland
Het Ole Rømerland is een gebied in Nationaal park Noordoost-Groenland in het oosten van Groenland.
Het gebied is vernoemd naar de astronoom Ole Rømer.

## Geografie
Het gebied wordt in het oosten begrensd door de Vibekegletsjer, in het zuiden door het Promenadedal en in het westen door de Waltershausengletsjer. In het oosten ligt aan de andere kant van de gletsjer het Stenoland, in het zuiden het Hudsonland en in het zuidwesten het Strindbergland.

### Gletsjers
In het gebied liggen meerdere gletsjers. Naast de Vibekegletsjer en de Waltershausengletsjer, is dat onder andere de Korsgletsjer.